# Alexandr von Bilderling
Baron Alexandr Alexandrovich von Bilderling (del ruso:  Александр Александрович Бильдерлинг), (San Petersburgo, 5 de julio de 1846 - Puskin, San Petersburgo, 26 de julio de 1912) fue un militar ruso, general de la Armada Imperial Rusa que destacó por su participación en la Guerra ruso-japonesa.
Alexandr von Bilderling provenía de la nobleza alemana-báltica de Curlandia. Su padre era un lugarteniente general en la Guardia Lieib. Se graduó con honores del Cuerpo de Escuderos y fue comisionado como teniente de caballería en 1864, y posteriormente ascendido a capitán en 1866. Se graduó de la Academia de Estado Mayor en 1870 y sirvió en el Distrito Militar de Kiev entre 1870 y 1875. Fue ascendido a coronel en 1872, se convirtió en comandante de la Academia de Caballería de Tver en 1875 y se le asignó el mando del 12.º Regimiento de Dragones en 1877. Posteriormente se convirtió en comandante de la prestigiosa Escuela de Caballería Nikolaev en 1878.
Entre 1877 y 1878, Bilderling participó en la Guerra ruso-turca. Se incorporó al Estado Mayor en 1891 y fue ascendido a lugarteniente general en 1892.  En 1899, se convirtió en comandante del XVII Cuerpo del Ejército y fue ascendido a general de caballería en 1901.
Durante la Guerra ruso-japonesa, entre 1904 y 1905, Bilderling comandó el XVII Cuerpo de Ejército Europeo a partir de mayo de 1904, el cual lo acompañó a Manchuria en el verano de ese mismo año. Bilderling estuvo al mando del flanco oriental en la Batalla de Liaoyang, y del flanco occidental en la Batalla de Shaho. Después de la Batalla de Sandepu, Bilderling fue reemplazado por Alexander Kaulbars como comandante del Tercer ejército de Manchuria. Sin embargo, después de la Batalla de Mukden, él fue relevado de su mando entre mayo y septiembre de 1905, y fue reemplazado como comandante del Tercer ejército de Manchuria por el general Mikhail Batyanov.
Bilderling fue culpado por el general Alekséi Kuropatkin por la derrota en la guerra. por la derrota. Más tarde, se desempeñó como miembro de la Junta de guerra desde 1905 hasta su muerte.